# Euxoa albiorbis
Euxoa albiorbis är en fjärilsart som beskrevs av George Francis Hampson 1920. Euxoa albiorbis ingår i släktet Euxoa och familjen nattflyn. Inga underarter finns listade i Catalogue of Life.